# Praga E-51
Il Praga E-45 era un ricognitore, bifusoliera (in ceco “dvoutrupý letoun”), bimotore triposto costruito in Cecoslovacchia dall'azienda ČKD-Praga alla metà degli anni trenta del XX secolo e rimasto allo stadio di prototipo che fu realizzato nel reparto aeronautico di Karlín, Praga della Českomoravská Kolben-Daněk nel 1937-1938. L'aereo è stato costruito con materiali e attrezzature nazionali, con poche eccezioni. La semplice costruzione del telaio in legno e tubi di acciaio saldati consentiva una facile produzione, riparazione e manutenzione, mentre la durevolezza dei rivestimenti consentiva di lasciare l'aereo all'aperto durante il servizio.

## Storia del progetto

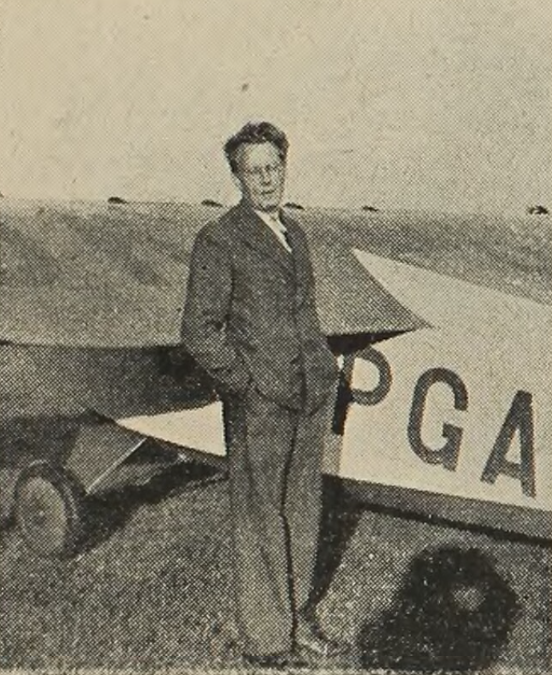
Il progettista del caccia Praga E-45, l'ingegnere Jaroslav Šlehta.

Nel gennaio 1936 il Ministero della Difesa Nazionale (MNO) avviò un programma di costruzione di aerei sperimentali, pubblicato ufficialmente con il numero di riferimento 23-308 dův. III/3.36. Il programma di modernizzazione della Češkoslovenske Vojenske Letectvo prevedeva la creazione di quattro tipi di aerei: Tipo I: caccia monoposto, Tipo II: cacciabombardiere biposto, Tipo III: ricognitore diurno e notturno triposto (aereo da osservazione) e Tipo IV: bombardiere diurno e notturno multiposto. Il nuovo aereo da ricognizione (Tipo III) a corto raggio, avrebbe dovuto essere in grado di mappare la situazione dietro le linee nemiche. La specifica richiedeva una buona visibilità per gli osservatori e il miglior posizionamento possibile delle fotocamere di bordo che avrebbero dovuto consentire di acquisire quante più immagini possibili, con il più ampio campo visivo, in un unico volo. Il nuovo aereo avrebbe dovuto sostituire i vecchi aerei ricognitori Letov Š-328 e Aero A-100. Alla competizione parteciparono tre aziende, offrendo i loro aeromobili: Letov Š-50, ČKD-Praga E-51, progettato dell'ingegnere Jaroslav Šlechta, e Aero A-304. Il nuovo velivolo doveva avere una buona velocità massima al fine di sfuggire ai caccia nemici, e ciò era logicamente subordinato alla scelta di un motore adatto. L'ingegnere Šlechta lavorò su tre opzioni: il motore in linea a 12 cilindri a V rovesciata Praga FR con potenza di 620 CV, (456 kW), il Walter Sagitta con potenza di 500-560 CV (367-412 kW) e il radiale Avia Rk-17 con potenza di 355 CV (261 kW). Il motore Praga FR fu presente nei disegni dello E-51 solo durante il periodo di progettazione e pertanto non poteva essere utilizzato. Il motore Avia Rk-17 era il più debole dei tre in termini di prestazioni, quindi la scelta cadde sul Walter Sagitta.

## Descrizione tecnica

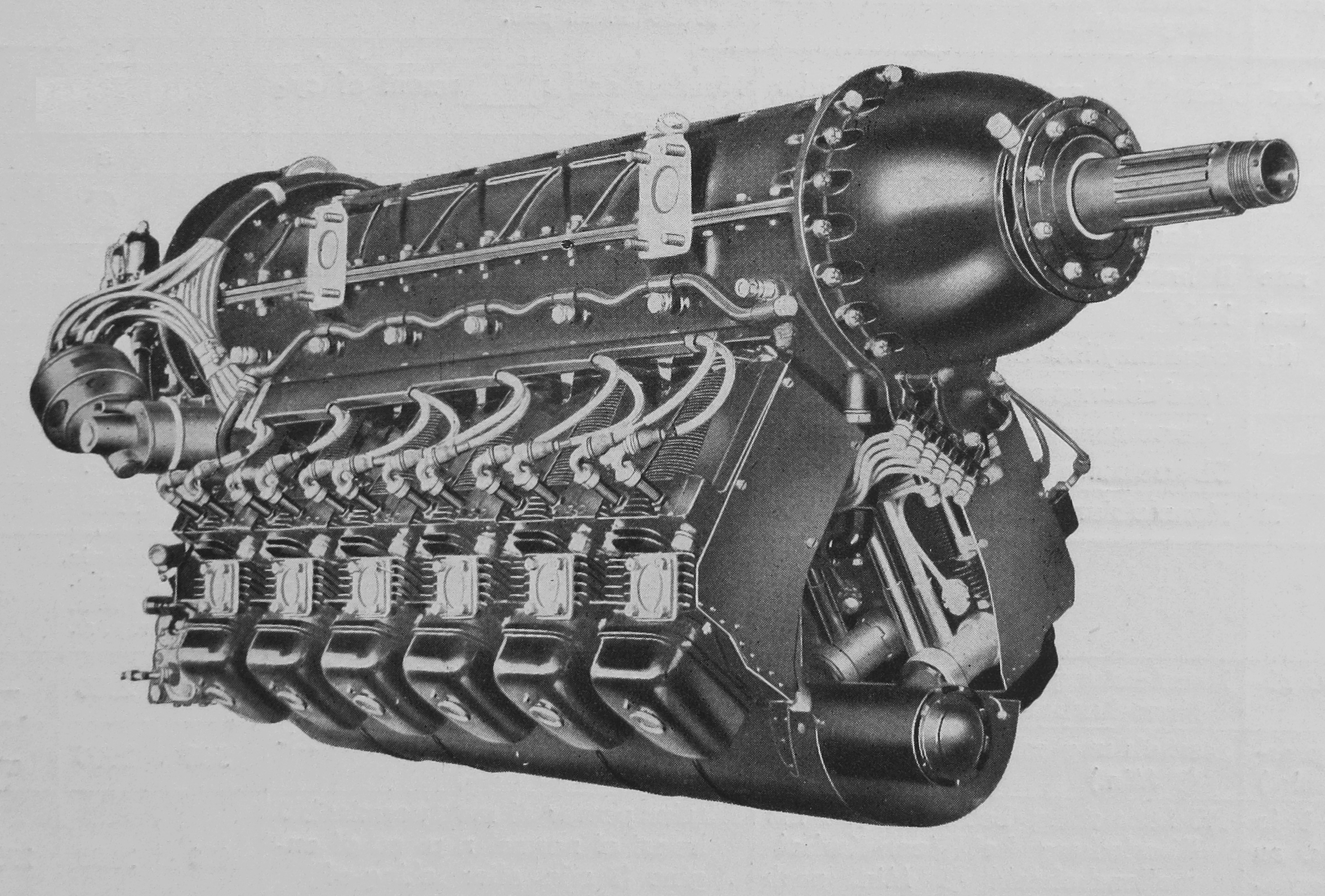
Il motore Walter Sagitta I-MR.

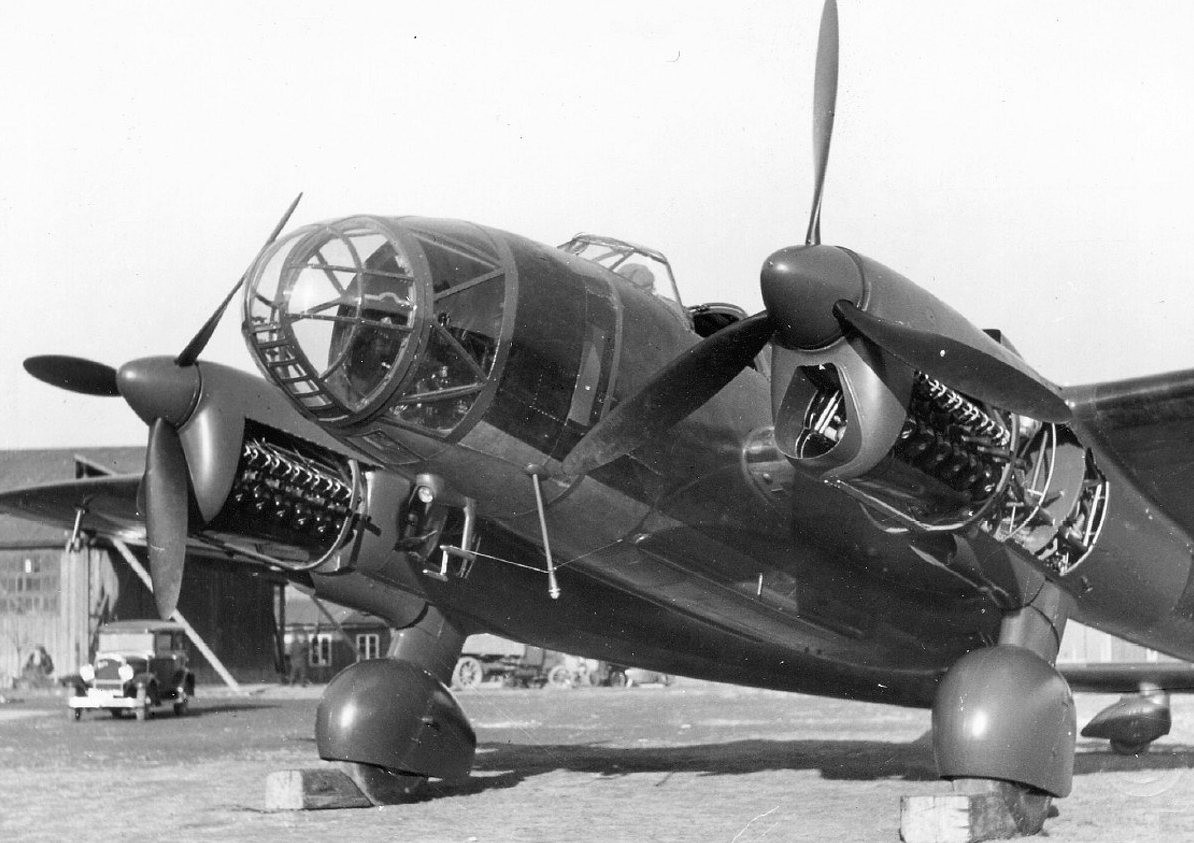
Praga E-51 con motori Walter Sagitta I-MR a dodici cilindri (1938).

Lo E-51 era un aereo da ricognizione bimotore, a doppia fusoliera, con cabina di pilotaggio centrale a tre posti. L'ala era realizzata in tre pezzi, completamente in legno, e ricoperta di compensato bachelizzato irrigidito. Le gondole della fusoliera e i longheroni di coda erano costruiti in tubi saldati di acciaio al cromo-molibdeno e rivestiti di tela. Gli alettoni e i flap scanalati sulle ali erano realizzati con tubi di acciaio al cromo-molibdeno e ricoperti di tela. Le superfici di coda erano in legno, solo l'equilibratore era realizzato in acciaio e rivestito tramite impiallacciatura.
La propulsione era assicurata da due motori in linea Walter Sagitta I-MR a dodici cilindri invertiti, raffreddati ad aria, con un riduttore 3:2 e compressore, erogante una potenza nominale di 500 CV (367 kW) a 2500 giri/min e una potenza al decollo di 560 CV (412 kW) a 2500 giri/min. La potenza massima era di 600 CV (441 kW) a 2500 giri/min. Le piastre di copertura della carenatura del motore erano realizzate in fogli di duralluminio. I motori erano dotati di eliche metalliche tripala Ratier, regolabili a terra, aventi un diametro di 2,65 m, in seguito prodotte dalla Letov, ma i motori potevano anche utilizzare eliche a passo variabile in volo Standard Hamilton.
Il carrello di atterraggio, triciclo, posteriore, fisso, aveva una carreggiata di 4.00 m. Ogni gamba principale del carrello, posizionata sotto una delle gondole motori, era dotata di ammortizzatore oleopneumatico. Le ruote e le gambe erano dotate di carenature aerodinamiche facilmente rimovibili. Le ruote standardizzate erano dotate di freni pneumatici ČKD-Dunlop. L'equipaggio di tre membri aveva le proprie postazioni nella gondola della fusoliera, l'osservatore nella prua riccamente vetrata (in plexiglas) azionava tre fotocamere, dietro di lui vi era la cabina di pilotaggio del pilota (sul lato sinistro) e nella parte posteriore era posizionato il mitragliere che difendeva l'aereo dagli attacchi dei caccia dall'emisfero posteriore con una mitragliatrice brandeggiabile.
L'aereo era armato con due mitragliatrici ČZ vz. 30 calibro 7,92 mm, una fissa comandata dal pilota, e una brandeggiabile azionata dal mitragliere. Il carico di bombe trasportabili era pari a 500 kg posizionate nel vano bombe interno e sui piloni alari. A prua di trovavano macchine fotografiche 26/34 e fino a tre A-II-30, in grado di scattare tre immagini sovrapposte. Le fotocamere erano controllate da un operatore situato nella parte anteriore della gondola della fusoliera, completamente vetrata. Ogni postazione dell'equipaggio era dotata di un apparecchio per l'erogazione dell'ossigeno, contenuto in una bombola pressurizzata da due litri.

## Impiego operativo

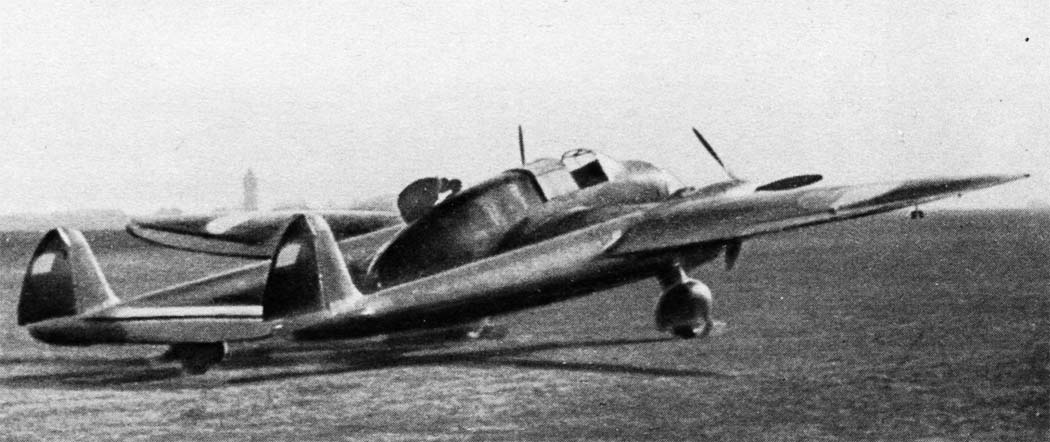
Il Praga E-51 ripreso a terra.

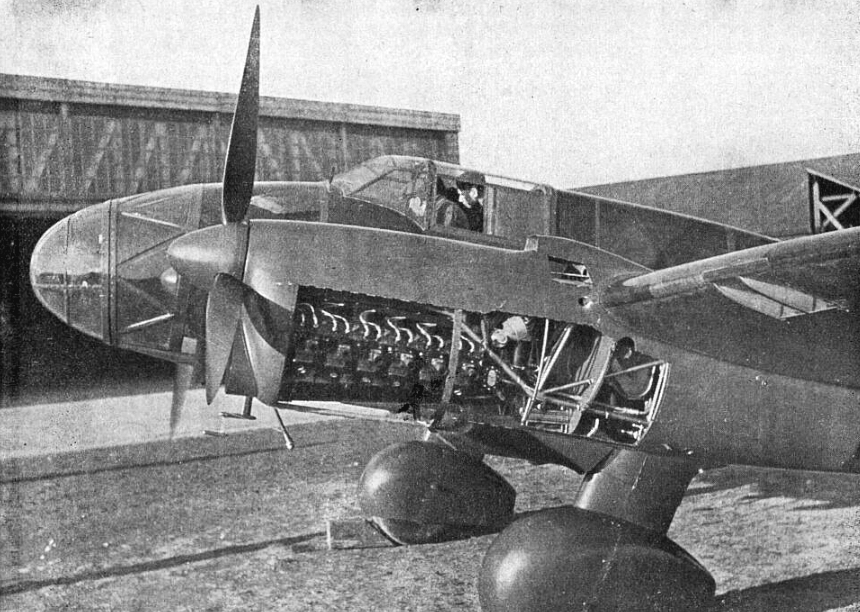
Praga E-51 apparso sulla rivista Letectví nel dicembre 1939.

Il prototipo dello E.51 andò in volò per la prima volta nelle prime ore della sera del 26 maggio 1938, ancora dotato di una torretta girevole Armstrong-Whitworth, costruita su licenza della società Tatra, sita nella parte posteriore della gondola della fusoliera. La torretta causava notevoli problemi aerodinamici, soprattutto nella zona della coda, perciò fu rimossa e venne creata una posizione di tiro fusiforme più favorevole dal punto di vista aerodinamico. Il 28 maggio, durante il rullaggio, il motore sinistro si spense a causa di un guasto alla pompa del carburante.  Ulteriori voli con la prima versione del prototipo furono effettuati il 30-31 maggio e il 2 giugno 2. A partire dal 7 giugno i voli svennero effettuati con nuovi radiatori dell'olio.
La prima fase di collaudo si concluse il 13 luglio 1938, quando il prototipo, insieme ai bombardieri Aero A-300 e Avia B-158, fu presentato agli ospiti stranieri all'aeroporto di Praga-Kbely. Il giorno seguente l'aereo venne smontato e portato in fabbrica, dove vennero avviate ampie modifiche alle ali, ai longheroni di coda e alle gondole della fusoliera che durarono fino alla fine del 1938. Furono risolti i problemi di vibrazione del piano di coda e di raffreddamento del motore. Dopo le modifiche, il prototipo volò di nuovo l'11 febbraio 1939. Nonostante l'aereo fosse dotato di carrello di atterraggio fisso, era in grado di raggiungere una velocità massima di 380 km/h, superando così di 80 km/h i requisiti dell'MNO. Invece dell'autonomia di 1250 chilometri inizialmente prevista, i collaudi dimostrato che lo E-51 non poteva superare i 1100 chilometri a pieno carico, a una velocità di crociera di 325 chilometri orari.
Il prototipo venne mostrato due volte alle delegazioni straniere, nell'estate del 1938 e nel febbraio del 1939, insieme agli aerei Praga E-39, Praga E-241, Letov Š-50 e Aero A-304. Lo E-51 fu l'ultimo progetto prebellico della fabbrica ČKD-Praga.
Dopo il secondo volo avvenuto l'11 febbraio 1939 erano ancora evidenti alcuni difetti (nel bilanciamento e nei motori), che non erano furono risolti in modo affidabile fino all'occupazione tedesca della Cecoslovacchia, avvenuta nel marzo 1939.  Dopo l'occupazione il prototipo fu confiscato, ma su richiesta del reparto prove del Reichsluftfahrtministerium (Průfstelle RLM) l'amministrazione militare tedesca ordinò che se ne continuasse lo sviluppo. Il successivo volo dell'aereo avvenne alla fine di luglio 1939.  Furono effettuati diversi voli di prova per determinare le caratteristiche di volo, e il tempo di salita fino a un'altezza di 2 000 m risultò di 6 minuti, fino a 4 000 m di 12 minuti e 40 secondi, fino a 5 000 m di 18 minuti e 20 secondi e fino a 6 600 m di 24 minuti.
Anche allora emersero problemi con il raffreddamento dei propulsori e le vibrazioni della coda non scomparvero. La causa delle vibrazioni non fu scoperta non fino al maggio 1940. La causa del problema era il cofano motore, che si allentava spontaneamente durante il volo a causa della turbolenza nel flusso d'aria. Alla fine la carenatura fu rimossa e il successivo volo di prova del 4 giugno 1940 confermò pienamente la correttezza di questa decisione.
Il 21 giugno 1940, l'aereo fu preso in consegna dalla Luftwaffe dal Ministero dell'Aviazione del Terzo Reich e il pilota tedesco August Hayn lo condusse al centro sperimentale di Rechlin. A Rechlin l'aereo venne esaminato dai tecnici e dagli specialisti, finendo poi come materiale di studio presso la ditta tedesca Klemm a Böblingen, dove fu demolito.

## Nei media
Nel 2014 la Repubblica del Burundi ha iniziato a emettere una serie di monete dedicate alla storia dell'aviazione.  Nel 2014 sono stati emessi i primi tre disegni di monete, raffiguranti il Messerschmitt Bf 109 tedesco, il PZL P.11 polacco e lo Yakovlev Yak-7B sovietico. Nel 2015 alla serie furono aggiunti altri sette monete e una di queste, del valore nominale di 5.000 franchi burundesi (BIF) raffigurava il Praga E-51. La moneta era d'argento e fu coniata in un'edizione di 1938 pezzi, in base all'anno del primo volo dell'aereo Praga E-51.

### Annotazioni
1. ↑  Il primo valore e riferito ad una dotazione di 542 kg di carburante, il secondo a una dotazione di 746 kg.
2. ↑  Fu la prima (e unica) applicazione di questo motore cecoslovacco della Walter, una fabbrica di motori per automobili e aerei di Praga-Jinonice, su un progetto di velivolo nazionale.
3. ↑  L'aereo da ricognizione aveva quindi una velocità massima equivalente a quella del caccia standard dell'epoca, l'Avia B-534.

### Fonti
1. 1 2 3 4 5  ČÍžek 2015, p. 192-195.
2. 1 2 3 4 5  ČÍžek 2015, p. 228.
3. 1 2 3 4 5 6  Vinarz.
4. 1 2 3 4 5 6 7 8 9 10 11 12 13 14 15 16 17 18 19 20 21 22 23 24 25 26 27 28 29 30 31 32 33 34 35 36 37 38  Уголок неба.
5. ↑  Aviastar.
6. ↑  Šorel 2005, p. 60.
7. ↑  Němeček 1983, p. 176-178.
8. ↑  Němeček 1983, p. 272-273.
9. ↑  Němeček 1983, p. 260-261.
10. 1 2  Avions Legendaires.
11. 1 2 3 4  Magazin.